# Ain Ervin Mere
Ain Ervin Mere, właściwie Ain-Ervin Martson, znany też jako Ain Mere (ur. 22 marca 1903, zm. 5 kwietnia 1969 w Leicester) – estoński wojskowy (major), dowódca Estońskiego SD, potem 1 batalionu 3 Estońskiej Ochotniczej Brygady SS, a następnie 1 batalionu 46 Pułku Grenadierów SS w 20 Dywizji Grenadierów SS podczas II wojny światowej.

## Życiorys
Po rozpoczęciu wojny z bolszewikami o niepodległość Estonii wstąpił ochotniczo 16 grudnia 1918 r. w wieku 16 lat do oddziału uczniowskiego w Tallinnie. 6 marca 1919 r. trafił na front w oddziale pociągów pancernych; został ranny. 1 października tego roku został zwolniony ze służby wojskowej. Od lipca 1920 r. do lipca 1923 r. uczył się w technicznej szkole wojskowej, którą ukończył w stopniu podporucznika. Dostał przydział do warsztatów mechanicznych podległych Ministerstwu Wojny. 1 kwietnia 1924 r. został przeniesiony do pułku lotniczego jako obserwator lotniczy. Wkrótce przeszedł przeszkolenie lotnicze w szkole lotniczej. Od 10 grudnia 1924 r. służył jednocześnie jako szef warsztatów dywizjonu lotniczego. 17 lipca 1925 r. ukończył szkolenie lotnicze. Od jesieni 1925 r. do wiosny 1926 r. przeszedł przeszkolenie instruktorskie, prowadzone przez angielskich pilotów, po którym został instruktorem lotniczym, a 28 listopada awansował do stopnia porucznika. Podobne szkolenie odbył w 1928 r. 1 marca 1929 r. został dowódcą grupy lotniczej. 24 lutego 1931 r. dostał stopień kapitana. Od października 1931 r. do kwietnia 1934 r. studiował w estońskiej wyższej szkole wojennej, po czym powrócił do szkoły lotniczej, zostając szefem departamentu szkolenia lotniczego. Jednakże już 15 maja 1934 r. przeniesiono go do sztabu generalnego estońskich sił zbrojnych. 24 lutego 1938 r. został awansowany na majora. Od 1 marca 1939 r. uczył w szkole wojskowej jako tymczasowy wykładowca, a od 12 grudnia – pełny wykładowca. Po aneksji Estonii przez Sowietów w czerwcu 1940 r., nie został zwolniony z wojska, lecz przeszedł do sowieckiego XX Korpusu Strzeleckiego. Walczył w jego szeregach w początkowym okresie inwazji niemieckiej, po czym latem 1941 r. zdezerterował i powrócił do Estonii.
Po zajęciu obszaru Estonii przez Niemców w 1941 r., wstąpił ochotniczo do Waffen-SS. Dostał stopień Waffen-Obersturmbannführera der SS. Został dowódcą złożonej z Estończyków Grupy B (Estońskie SD) w ramach dowództwa Sicherheitspolizei (Sipo) i SD w okupowanej Estonii, po jego utworzeniu w 1942 r. Odpowiadał m.in. za zbrodnie na ludności żydowskiej. Od 22 października 1943 r. dowodził 1 batalionem 3 Estońskiej Ochotniczej Brygady SS, a następnie 1 batalionem 46 Pułku Grenadierów SS w 20 Dywizji Grenadierów SS. W sierpniu 1944 r. został przeniesiony do sztabu inspektora generalnego Legionu Estońskiego SS. 5 lutego 1945 r. założył w Berlinie wraz z SS-Obersturmbannführerem Haraldem Riipalu Eesti Vabadusliit.
Po zakończeniu wojny udało mu się przedostać do Wielkiej Brytanii. W 1961 r. w ZSRR skazano go zaocznie na karę śmierci za zbrodnie przeciw Żydom, ale władze brytyjskie odmówiły jego deportacji.
Według ujawnionych w latach 90. XX wieku archiwów KGB od 10 października 1940 r. do 1941 r. był także agentem NKWD o pseudonimie „Müller”.